# Gemeinschuldner
Gemeinschuldner (auch: Konkursit, Kridar, Kridatar) heisst nach schweizerischem Recht der Schuldner, nachdem über ihn eine Generalexekution in sein Vermögen eröffnet worden ist; der Begriff wird etwa verwendet in Art. 237 Abs. 3 Ziff. 2 SchKG. Der Schuldner erleidet durch die Eröffnung des Konkurses zahlreiche Einschränkungen seiner Rechtsstellung: So sind insbesondere Rechtshandlungen, welche der Gemeinschuldner in Bezug auf zur Konkursmasse gehörende Vermögenswerte vornimmt, den Konkursgläubigern gegenüber unbeachtlich (Art. 204 Abs. 1 SchKG). Dagegen kann der Gemeinschuldner über nach Konkurseröffnung erarbeitete Vermögensbestandteile wieder frei verfügen.
Auch die alte deutsche Konkursordnung bezeichnete den Schuldner, über dessen Vermögen ein Konkursverfahren eröffnet wurde, als Gemeinschuldner. Die neue Insolvenzordnung spricht nur noch von „Schuldner“; gebräuchlich ist auch der Ausdruck „Insolvenzschuldner“.